# The Real Group

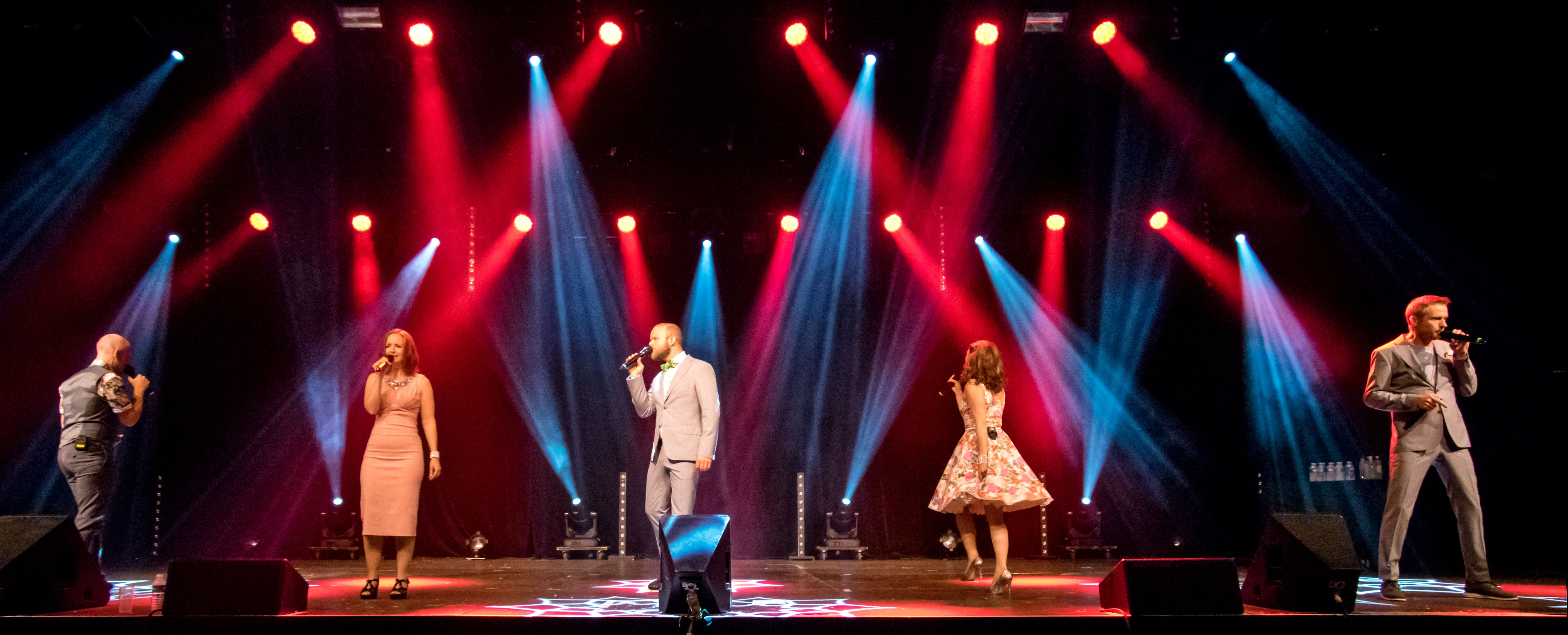
Zelt-Musik-Festival w roku 2016 we Fryburgu Bryzgowijskim, Niemcy

The Real Group – szwedzki zespół a capella, składający się z pięciorga członków: sopran Emma Nilsdotter, alt Katarina Henryson, tenor Anders Edenroth, baryton Morten Vinther Sørensen i bas Anders Jalkéus. Margareta Bengtson była sopranistką zespołu od jego utworzenia, ale odeszła pod koniec roku 2006, by pracować nad albumami solowymi. Przez pewien czas zastępowała ją Johanna Nyström, aż grupa znalazła nową sopranistkę Emmę Nilsdotter w 2008. Johanna Nyström zastępowała też zarówno Margaretę Bengtson, jak i Katarinę Henryson, gdy te były na urlopach macierzyńskich lub z innych powodów nieobecne.
Członkowie grupy komponują lub aranżują większość z wykonywanych przez siebie utworów. Większość piosenek jest śpiewana w języku angielskim, niektóre również w szwedzkim.

## Historia

### Założenie
The Real Group została założona w roku 1984, gdy jej pierwotni członkowie studiowali w szwedzkiej Królewskiej Akademii Muzycznej.

## Styl muzyczny

### Skale głosu członków zespołu
- Emma Nilsdotter: ??? (niezamieszczona na stronie)
- Katarina Henryson: od d do c³.
- Anders Edenroth: od c do a².
- Morten Vinther Sørense: od E do c².
- Anders Jalkéus: od A1 do g1.

### Skale głosu byłych członków
- Johanna Nyström: ??? (niezamieszczona na stronie)
- Margareta Bengtson: od f do g³.

## Występy
The Real Group występowała na ponad 2000 koncertów na świecie. 22 grudnia 1993, by uczcić 50 urodziny królowej Sylwii, The Real Group wykonało wspólnie z byłą członkinią ABBy, Anni-Frid Lyngstad, przebój „Dancing Queen” w aranżacji a capella, która później została wydana na albumie „Varför får man inte bara vara som man är”, a w 2002 występowali na ceremonii otwierającej MŚ w Piłce Nożnej w Seulu, na żywo dla sześćdziesięciotysięcznej publiczności.

## Dyskografia
| Data wydania     | Tytuł                                    | Uwagi |
| 1987             | Debut                                    | 13 utworów, 3 po szwedzku, reszta po angielsku. Nagrane do jednego mikrofonu, przy którym artyści używali taśmy na podłodze by zaznaczyć, jak blisko mikrofonu mają być ustawieni. |
| 1989             | Nothing But the Real Group               | 12 utworów, wszystkie po angielsku. |
| 1991             | Röster                                   | 12 utworów, wszystkie po szwedzku. |
| 1994             | Varför får man inte bara vara som man är | Kompilacja, pierwotnie przeznaczona na europejski rynek. |
| 1995             | Unreal                                   | Kompilacja pierwotnie przeznaczona na amerykański rynek. 14 utworów: 10 po angielsku, 2 po szwedzku, 2 bez tekstu. |
| 1996             | Ori:ginal                                | 12 utworów, wszystkie po szwedzku. |
| 19 marca 1996    | Live in Stockholm                        | Wydane w Szwecji pod tytułem „jazz:live”. 12 utworów: 10 po angielsku, 1 po szwedzku, 1 bez tekstu. Wszystkie utwory są nagraniami na żywo z koncertu. |
| 1997             | En riktig jul                            | 13 utworów, wszystkie po szwedzku. |
| 1998             | One for All                              | 16 utworów, 1 po szwedzku, z akompaniamentem Tootsa Thielemansa na harmonijce ustnej. |
| 2000             | Commonly Unique                          | 13 utworów, wszystkie po angielsku. |
| 2001             | Allt det bästa                           | Tytuł oznacza „Wszystko, co najlepsze”. Album „the best of” z dwudziestoma utworami, 4 z nich wcześniej niewydane. 8 utworów po angielsku, 10 po szwedzku, 1 po hiszpańsku, 1 bez tekstu. 3 utwory są nagraniami na żywo z koncertu. |
| 2002             | Stämning                                 | 22 utwory, wszystkie po szwedzku. Szwedzkie piosenki ludowe, wszystkie chóralne w ich stylu muzycznym. |
| 16 września 2002 | The Best – Tour Souvenir Album           | |
| 2003             | Julen er her                             | 15 utworów: 3 po angielsku, 9 po szwedzku, 2 po norwesku, 1 bez tekstu. 4 utwory są nagraniami na żywo z koncertu. Zawiera klip wideo z wykonania na żywo „Clown of the Jungle” i aranżację a capella ścieżki dźwiękowej do filmu Disneya o tym samym tytule. Film Disneya jest zazwyczaj emitowany w szwedzkiej telewizji w Wigilię, stąd też jego wystąpienie na świątecznym albumie Julen er her. |
| 12 czerwca 2003  | The Real Thing                           | 13 utworów: 5 po szwedzku, reszta po angielsku. Tylko 2 utwory wcześniej niewydane, ponowne nagranie „Dancing Queen” oraz „Song from the snow”, napisanej dla koreańskiego filmu. Zawiera również Video-CD jako drugą płytę. |
| 2005             | In the Middle of Life                    | 13 utworów: 12 po angielsku i 1 bez tekstu. Wersja dla rynku koreańskiego zawiera dwa dodatkowe utwory po angielsku. |
| 25 czerwca, 2008 | Håll musiken i gång                      | 9 utworów, wszystkie po szwedzku, 3 wcześniej wydane. Ten album jest trybutem dla szwedzkiego muzyka i komika Povela Ramela, wieloletniego fana The Real Group i vice versa. The Real Group otrzymali Karamelodiktstipendiet, stypendium ufundowane przez Ramela, w 2002. Na szczególną uwagę zasługuje ostatni utwór, „Konditori Forgätmigej”, napisany przez Andersa Edenrotha. Jest napisany w tradycyjnym stylu Povela, stosowne pożegnanie dla starego przyjaciela. Margareta Bengston dołączyła do grupy w studio, by nagrać ten album. |